# Les Charbonnières
Les Charbonnières est une localité de la commune du Lieu en Suisse.
Ce village de 367 habitants[Quand ?] se situe au bord du Lac Brenet et du Lac de Joux. Il est réputé pour être le berceau du Vacherin Mont-d'Or, un fromage à pâte molle produit seulement entre août et mars.

## Histoire

Photo aérienne prise à 1400 m par Walter Mittelholzer (1931)

Le hameau des Charbonnières a connu plusieurs incendies importants, notamment le 18 juin 1866 (trois maisons détruites), le 4 septembre 1872 (neuf maisons détruites) et le 11 septembre 1900 (16 maisons détruites).

## Temple
Église protestante construite en 1834 par l'architecte lausannois Henri Perregaux selon un plan traditionnel avec chevet à trois pans, comme on l'observe déjà au temple de Mézières (1706), modèle du genre. Perregaux reprend le même schéma aux temples de Forel (Lavaux), de La Praz, et de Huémoz (Ollon). Protection générale 2003.